# Mikalojus Daukša

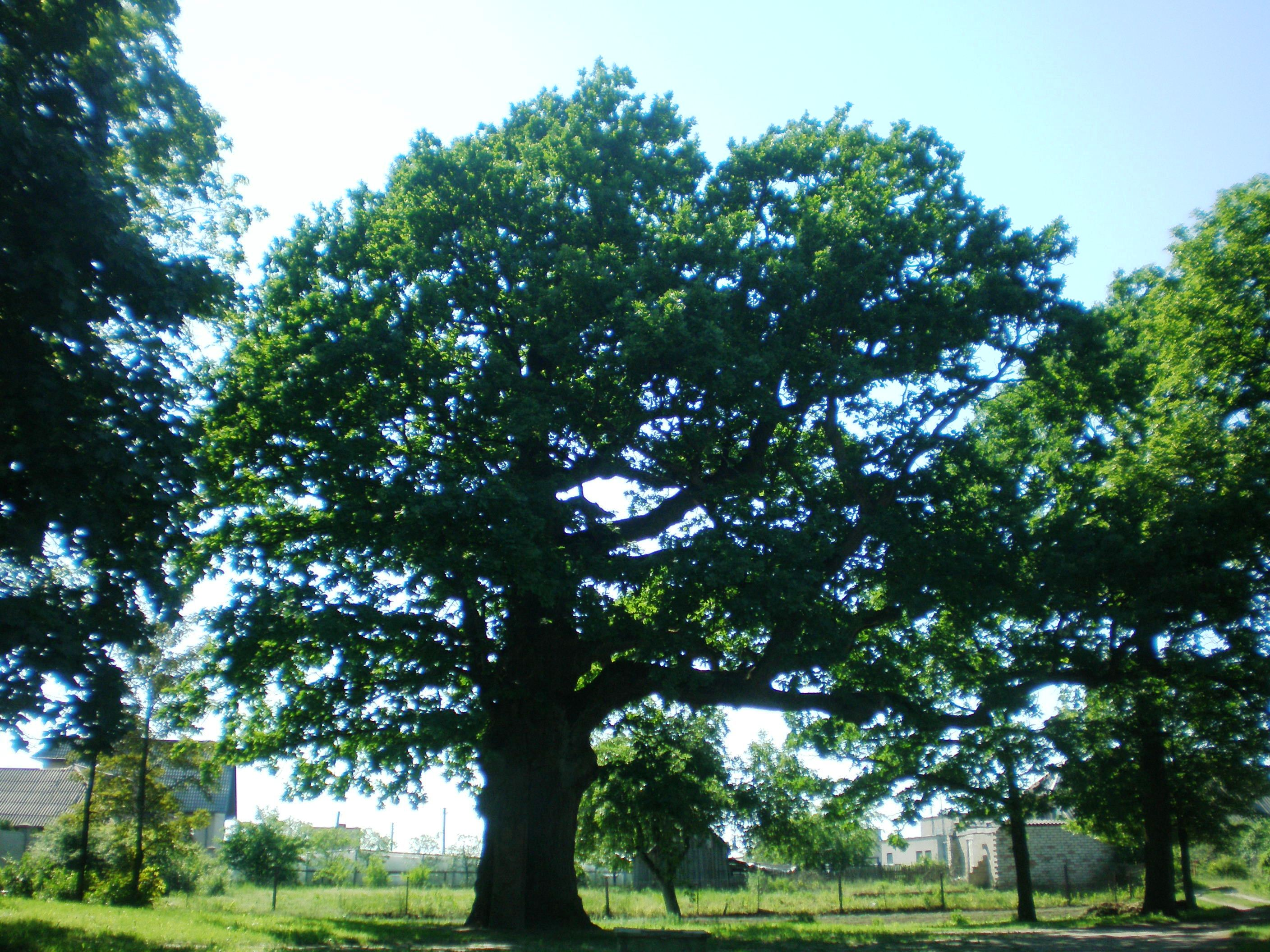
Stejarul lui Daukša din Babėnai

Mikalojus Daukša (alte ortografii posibile sunt Mikalojus Daugsza, în poloneză Mikołaj Dauksza și Mikolay Dowksza; n. după 1527 – d. 16 februarie 1613, Medininkai⁠(d)) a fost un cleric al Bisericii Catolice, scriitor religios și traducător în limbile lituaniană și latină. El este cunoscut mai ales ca primul dintre umaniștii din Lituania care a subliniat necesitatea dezvoltării și promovării limbii lituaniene în dauna slavei vechi și polonezei, care erau folosite la acea vreme în Marele Ducat al Lituaniei. Traducerea de către Daukša a Catehismului lui Jacob Ledesma reprezintă prima carte în limba lituaniană publicată în Marele Ducat al Lituaniei.

## Biografie
Născut probabil după 1527 undeva pe teritoriul Marelui Ducat al Lituaniei (în localitatea Babėnai⁠(d)?), Daukša a urmat probabil studii la Vilnius și la una dintre universitățile vest-europene. Vorbea mai multe limbi străine și avea o bibliotecă personală, ce includea cărți scrise de Erasmus din Rotterdam și Philip Melanchthon.
Daukša a fost un canonic catolic de Medininkai⁠(d) (azi Varniai) și un membru oficial al conducerii Samogitiei⁠(d). Sub patronajul episcopului Merkelis Giedraitis⁠(d), a tradus catehismul teologului iezuit spaniol Jacobo Ledesma. Postila⁠(d), tradusă în lituanuană după traducerea poloneză a lui Jakub Wujek, a fost publicată în 1595⁠(d) și a devenit unul dintre mijloacele de combatere a păgânismului. Păgânismul era încă practicat la acea vreme în Lituania. Lucrarea a servit, de asemenea, la contracararea amenințării crescânde la adresa catolicismului a Reformei Protestante, care era promovată în Lituania de puternica familie Radziwiłł⁠(d). A fost, de asemenea, prima carte în limba lituaniană tipărită în Marele Ducat al Lituaniei.
În 1599 Daukša a publicat o altă lucrare importantă: traducerea în lituaniană a Postilei catolice⁠(d), cartea de predici⁠(d) în limba poloneză a lui Jakub Wujek. Există două prefețe la această lucrare: una în limba latină și alta în limba poloneză. În prefața poloneză, Daukša pledează pentru promovarea limbii lituaniene în Marele Ducat și oferă o scurtă definiție a națiunii și statului lituanian. Această carte este considerată mai valoroasă și mai importantă decât Catehismul și constituie unul dintre monumentele literare în limba lituaniană.
În traducerile sale, Daukša a folosit dialectul lituanian de sus⁠(d) din zona centrală, influențat atât de dialectul lituanian de sus din zona estică, cât și de dialectul samogitian. Fiind unul dintre pionierii scrierii în limba lituaniană, i se atribuie introducerea mai multor neologisme, printre care mokytojas (profesor), valia (voință), įkvėpimas (inspirație⁠(d)) și išmintis (înțelepciune). De o importanță deosebită pentru cunoștințele cu privire la evoluția limbii lituaniene sunt semnele de accent pe care Daukša le folosește în Postila catolică.